# Paragavialidium longzhouensis
Paragavialidium longzhouensis är en insektsart som beskrevs av Zheng, Z. och G. Jiang 1994. Paragavialidium longzhouensis ingår i släktet Paragavialidium och familjen torngräshoppor. Inga underarter finns listade i Catalogue of Life.